# Улица Карла Либкнехта (Мурманск)
У́лица Ка́рла Ли́бкнехта — улица в Октябрьском округе Мурманска. Располагаясь вдоль подножия скальной гряды, она играет роль своеобразного рубежа — северной границы центральных кварталов Мурманска. Названа в честь Карла Либкнехта.

## История
По решению президиума Мурманского горисполкома 22 июля 1925 г. ряду улиц города дали новые названия. Одна из них стала носить имя Карла Либкнехта. До этого дня эта окраинная улица называлась Озёрной — из-за близости к Семёновскому и Среднему озёрам. Через неё проходила нитка первого самотечного водопровода, построенного осенью 1920 г.
Квартал между улицами Октябрьской и Карла Либкнехта начал застраиваться после войны одним из первых в городе. Это стоило немалых трудов. Нужно было вручную разобрать завалы, на носилках вынести битый щебень и кирпич, освободить площадки от камней и хлама. Не сразу удалось заложить первые фундаменты домов.
В первые послевоенные годы на улице, да и в ряде других районов города, каменные и деревянные жилые дома возводились преимущественно высотой в два этажа. Часть этих домов (но уже оснащённых различными коммунальными удобствами) и сейчас исправно несёт службу…
Застройка улицы многоэтажными зданиями велась в 1950-х годах. Сегодня возраст едва ли не большинства строений на ней можно расценивать как «солидный».
На улице было построено первое в Мурманске троллейбусное депо. Именно отсюда 11 февраля 1962 г. молодой водитель Владимир Киселёв впервые вывел на линию троллейбус, положив начало новому в городе виду пассажирского сообщения.
В 1980-е годы обновление улицы шло преимущественно на участке, примыкающем к железной дороге. Здесь были возведены объекты Мурманского морского пароходства: шестиэтажное здание электронавигационной камеры и службы транспортного и ледокольного флотов «Трансфлот» и четыре корпуса мореходной школы. Через дорогу — здание областного госархива.

## Пересекает улицы
- пр. Ленина (примыкание)
- ул. Пищевиков (примыкание)
- ул. Челюскинцев

## Транспорт
По улице проходят троллейбусные маршруты №№ 3 и 6, автобусный маршрут №1, а также маршрутное такси №61.

## Примечательные здания и сооружения
- 18а — Школа № 34
- 23а — Детский сад «Малыш»
- 35 — Государственный архив Мурманской области
- 36а — Троллейбусное депо № 1
- 50 — Спортивная школа № 11